# Nelinho (político)
Rondinelle Pereira de Freitas (Nelinho) (Russas, 07 de março de 1983) é um político brasileiro. Em 2018, foi eleito deputado estadual do Ceará com 42.779 votos. Foi Assessor Especial da Casa Civil do Governo do Estado do Ceará (2023/2024). Em 2025, assumiu como Deputado Federal. 

## Biografia
Nelinho Freitas, é bacharel em Administração e pós-graduado em Administração, Finanças e Gestão Pública, filho do empresário Raimundo Cordeiro de Freitas e de Rosete Campos Pereira, nasceu no dia 07 de março de 1983, no município de Russas, no interior do Ceará. Ainda na adolescência, motivado pelos negócios da família no Cariri, radicou-se nas terras do Padre Cícero, em Juazeiro do Norte, onde reside há mais de 25 anos. 
Ajudou a fundar junto como o irmão, Dr. Rosenberg Freitas, o Instituto João de Freitas – INJOF em Juazeiro do Norte, instituição filantrópica que beneficia famílias em situação de vulnerabilidade social.

### Eleições 2018 e o primeiro mandato de deputado
Filiado ao PSDB, mesmo partido de seu pai o ex-prefeito Raimundinho Cordeiro de Freitas em Russas (2005-2012), Nelinho disputou o cargo de deputado estadual em 2018. Em Russas, conseguiu quase 30% dos votos válidos que representavam 12.160 votos. Além de Russas, recebeu boas votações nas cidades de Penaforte, Lavras da Mangabeira e Juazeiro do Norte. Nesta última, obteve mais de 8 mil votos que representavam 6,86% dos votos válidos naquela cidade. Em geral, obteve 42.779 votos em 152 municípios do Estado, concentrando sua votação nas regiões do Vale do Jaguaribe (15.838 votos) e do Cariri (15.527 votos).
Nelinho foi presidente de comissões técnicas da AL-CE, sendo eleito, por unanimidade, entre os seus colegas parlamentares, para presidir a Comissão de Indústria, Comércio, Turismo e Serviços da Assembleia Legislativa do Ceará, no biênio 2021/2022. Além disso, o parlamentar presidiu, entre 2019 e 2020, a Comissão de Desenvolvimento Regional, Recursos Hídricos, Minas e Pesca, tendo como de foco atuação a conclusão do eixo emergencial das obras da Transposição do Rio São Francisco e do Cinturão das Águas do Ceará - CAC.

### Eleições municipais de 2020
Durante o exercício do mandato de deputado estadual, ainda filiado ao PSDB e contando com o apoio do senador Tasso Jereissati, Nelinho disputou o cargo de Prefeito em Juazeiro do Norte, a maior cidade do interior do Ceará. Conseguiu ficar em terceiro lugar, com 18,91% dos votos válidos (25.114 votos), sendo derrotado pelo vitorioso Glêdson Bezerra (50.715 votos) e pelo então prefeito Arnon Bezerra (48.079 votos).

### Eleições estaduais de 2022
Nas eleições de 2022, decidiu disputar o cargo de Deputado Federal. Desta vez, filiado ao MDB e contando com apoio do ex-senador Eunício Oliveira, obteve 38.820 votos, ficando na 1ª Suplência do MDB. Em 2023, Nelinho foi nomeado pelo Governador Elmano de Freitas como "Assessor Especial" do governador a partir de 2023, cargo que ainda exerce. Não concorreu às eleições de 2024.